# Severus II
Flavius Valerius Severus, känd som Severus II, född i Pannonien, död 16 september 307 i närheten av Tres Tabernae, var romersk kejsare 1 maj 305 – 16 september 307.
Severus II utsågs till romersk kejsare av Diocletianus och Maximianus när de abdikerade. Severus II var medkejsare med Galerius, Constantius I Chlorus och Maximinus Daia. Strider mellan dessa ledde till att Severus II mördades år 307.